# 莫里斯岩

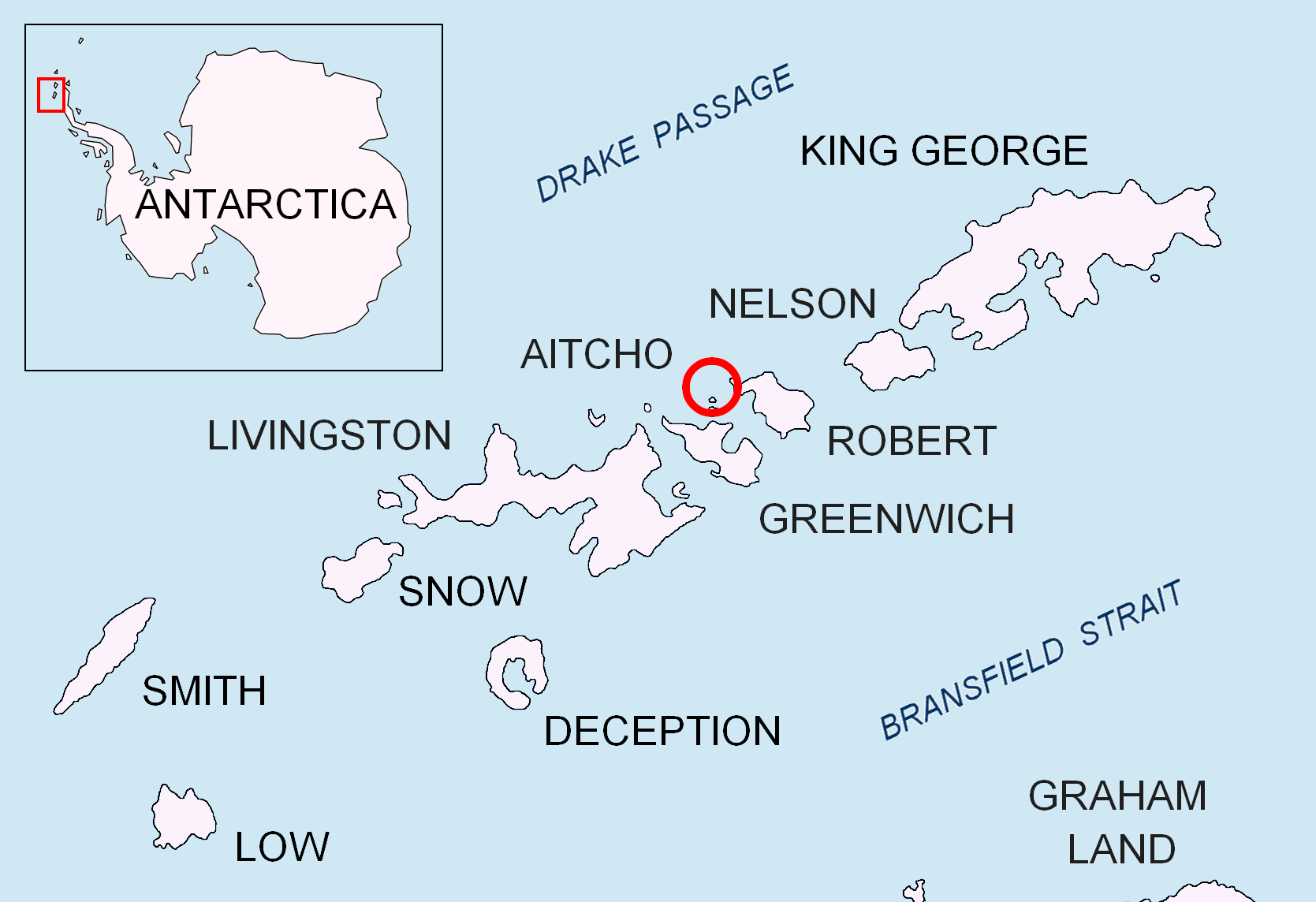

莫里斯岩（英語：Morris Rock）是南極洲的岩島，屬於南設得蘭群島中艾秋群島的一部分，位於基利法雷沃島西北0.35公里、埃米琳島以北2.33公里和霍姆斯岩東北2.53公里，最高點海拔高度55米。

## 外部連結
- SCAR Composite Antarctic Gazetteer（页面存档备份，存于）

62°22′07.3″S 59°47′47.6″W / 62.368694°S 59.796556°W